# El Paso Locomotive Football Club
L'El Paso Locomotive Football Club è una società calcistica professionistica statunitense con sede nella città di El Paso, nel Texas, e che disputa le proprie partite casalinghe presso il Southwest University Park, impianto da 7.500 posti a sedere.
Milita nella USL Championship, la seconda divisione del calcio americano.

## Storia
Il primo marzo 2018, la United Soccer League annunciò di aver assegnato una franchigia per il proprio campionato, la USL Championship, alla città di El Paso. Il 4 ottobre, la società ha annunciato il nome ufficiale della squadra, assieme allo stemma e ai colori sociali.
Il 9 marzo 2019 la squadra disputò il primo incontro ufficiale della sua storia, perdendo in casa per 3-1 contro l'Oklahoma City Energy. A dispetto di quella sconfitta, l'El Paso Locomotive riuscì a qualificarsi per i playoff e, dopo aver superato i primi due turni contro il Fresno (3-2) e il Sacramento Republic (3-0), si arrese solamente nella finale della Western Conference: ad accedere alla finale del campionato furono infatti i Real Monarchs, usciti vincitori dopo i tempi supplementari per 2-1.
Nel 2020 la Locomotive arrivò nuovamente fino alla finale della propria Conference. Dopo aver battuto ai rigori sia il Tulsa che il New Mexico United, il club arrivò a giocarsi l'accesso alla finalissima, ma stavolta a prevalere ai tiri dal dischetto furono gli avversari del Phoenix Rising.

## Rosa 2025
Rosa e numerazione aggiornate al 18 gennaio 2025.
| N. |                        | Ruolo | Calciatore       |
| -- | ---------------------- | ----- | ---------------- |
| 3  | Ghana (bandiera)       | D     | Wahab Ackwei     |
| 30 | El Salvador (bandiera) | C     | Eric Calvillo    |
| 99 | El Salvador (bandiera) | A     | Amando Moreno    |
| 15 | Stati Uniti (bandiera) | D     | Noah Dollenmayer |
| 18 | Sudafrica (bandiera)   | A     | Tumi Moshobane   |
| 19 | Stati Uniti (bandiera) | A     | Andy Cabrera     |
| 21 | Nigeria (bandiera)     | C     | Bolu Akinyode    |
| 23 | Giamaica (bandiera)    | P     | Jahmali Waite    |
| 25 | Messico (bandiera)     | D     | Arturo Ortiz     |
| 30 | Stati Uniti (bandiera) | C     | Robert Coronado  |

| N. |                         | Ruolo | Calciatore         |
| -- | ----------------------- | ----- | ------------------ |
| 33 | Stati Uniti (bandiera)  | C     | Ricky Ruiz         |
| 58 | Messico (bandiera)      | A     | Emiliano Rodriguez |
| 93 | Messico (bandiera)      | D     | Tony Alfaro        |
|    | Honduras (bandiera)     | A     | Daniel Carter      |
|    | Sierra Leone (bandiera) | C     | Frank Daroma       |
|    | Stati Uniti (bandiera)  | P     | Sebastián Mora     |
|    | Stati Uniti (bandiera)  | A     | Omar Mora          |
|    | Stati Uniti (bandiera)  | C     | Memo Diaz          |
|    | Stati Uniti (bandiera)  | D     | Alvaro Quezada     |
|    | Brasile (bandiera)      | D     | Gabi Torres        |
|    | Stati Uniti (bandiera)  | D     | Kenneth Hoban      |

## Rosa 2022
| N. |                         | Ruolo | Calciatore          |
| -- | ----------------------- | ----- | ------------------- |
| 12 | Stati Uniti (bandiera)  | P     | Ben Beaury          |
| 30 | Stati Uniti (bandiera)  | P     | Javier Beker        |
| 99 | RD del Congo (bandiera) | C     | Distel Zola         |
|    | Irlanda (bandiera)      | C     | Richard Ryan        |
|    | Spagna (bandiera)       | C     | Yuma                |
|    | Messico (bandiera)      | D     | Eder Borelli        |
|    | Colombia (bandiera)     | C     | Sebastián Velásquez |
|    | Argentina (bandiera)    | A     | Luis Solignac       |
|    | Stati Uniti (bandiera)  | C     | Dylan Mares         |
|    | Stati Uniti (bandiera)  | D     | Matt Bahner         |

| N. |                             | Ruolo | Calciatore       |
| -- | --------------------------- | ----- | ---------------- |
|    | Inghilterra (bandiera)      | A     | Emmanuel Sonupe  |
|    | Colombia (bandiera)         | D     | Martín Payares   |
|    | Inghilterra (bandiera)      | D     | Andrew Fox       |
|    | Stati Uniti (bandiera)      | A     | Josué Gómez      |
|    | Irlanda del Nord (bandiera) | D     | Niall Logue      |
|    | Stati Uniti (bandiera)      | C     | Chapa Herrera    |
|    | Inghilterra (bandiera)      | D     | Macauley King    |
|    | Messico (bandiera)          | A     | Ricardo Zacarías |
|    | Stati Uniti (bandiera)      | C     | Diego Luna       |

## Rosa 2020
| N. |                        | Ruolo | Calciatore      |
| -- | ---------------------- | ----- | --------------- |
| 1  | Stati Uniti (bandiera) | P     | Logan Ketterer  |
| 2  | Canada (bandiera)      | D     | Drew Beckie     |
| 3  | Belgio (bandiera)      | D     | Chiró N'Toko    |
| 4  | Haiti (bandiera)       | D     | Mechack Jérôme  |
| 6  | Irlanda (bandiera)     | C     | Richie Ryan     |
| 8  | Scozia (bandiera)      | C     | Nick Ross       |
| 9  | Stati Uniti (bandiera) | A     | Omar Salgado    |
| 10 | Francia (bandiera)     | A     | Alexy Bosetti   |
| 11 | Giamaica (bandiera)    | C     | Saeed Robinson  |
| 12 | Inghilterra (bandiera) | P     | Jermaine Fordah |

| N. |                         | Ruolo | Calciatore     |
| -- | ----------------------- | ----- | -------------- |
| 14 | Paesi Bassi (bandiera)  | A     | Marios Lomis   |
| 19 | Inghilterra (bandiera)  | D     | Andrew Fox     |
| 20 | Stati Uniti (bandiera)  | C     | Chapa Herrera  |
| 21 | RD del Congo (bandiera) | C     | Distel Zola    |
| 22 | Inghilterra (bandiera)  | D     | Moses Makinde  |
| 23 | Stati Uniti (bandiera)  | C     | Memo Diaz      |
| 24 | Spagna (bandiera)       | C     | Yuma           |
| 25 | Colombia (bandiera)     | D     | Bryam Rebellón |
| 26 | Messico (bandiera)      | A     | Josué Gómez    |
| 71 | Camerun (bandiera)      | C     | Fabrice Fokobo |